# شبيبة القبائل
نادي الشبيبة الرياضية للقبائل لكرة القدم (باللغات الأمازيغية: ⵉⵍⵎⵥⵢⵏ ⵉⵏⴰⴷⴰⵍⵏ ⵏ ⵍⵇⵠⴰⵢⵍ)، غالباً ما يعرف اختصاراً باسم شبيبة القبائل أو J.S.K وأحيانا JS Kabylie، هو نادي رياضي جزائري لكرة القدم تأسس سنة 1946، يقع مقره بمدينة تيزي وزو في منطقة القبائل، ومعقله هو ملعب حسين آيت أحمد ، وقد اعتبر النادي من خلال تاريخه من بين أفضل و أنجح الفرق في إفريقيا، وأكثر فرق كرة القدم الجزائرية تتويجاً بالألقاب الرسمية، حيث نجح النادي في الفوز بالرقم القياسي للدوري الجزائري ب14 مرة وبكأس الجزائر في 5 مناسبات، بالإضافة إلى كأس السوبر الجزائري وكأس الرابطة مرة واحدة. كما استطاع الحصول على لقبين لدوري أبطال أفريقيا وبثلاث ألقاب متتالية لكأس الاتحاد الإفريقي في سنة 2000، 2001 و2002، وحقق كأس الكؤوس الإفريقية مرة واحدة. ويُعد شبيبة القبائل النادي الوحيد في الجزائر الذي لم يسبق له الهبوط إلى الدرجة الثانية. كما يعتبر كناد للقرن العشرين في الجزائر وسابع أفضل فريق في إفريقيا لجميع الفترات حسب مؤسسة الإحصائيات الموثقة لرياضة كرة القدم (RSSSF)، وصنف كذلك كتاسع أفضل الأندية الأفريقية في القرن الواحد والعشرين حسب الاتحاد الدولي لتاريخ وإحصاءات كرة القدم (IFFHS)، والاتحاد الدولي لكرة القدم (FIFA).

## التاريخ

### تأسيس

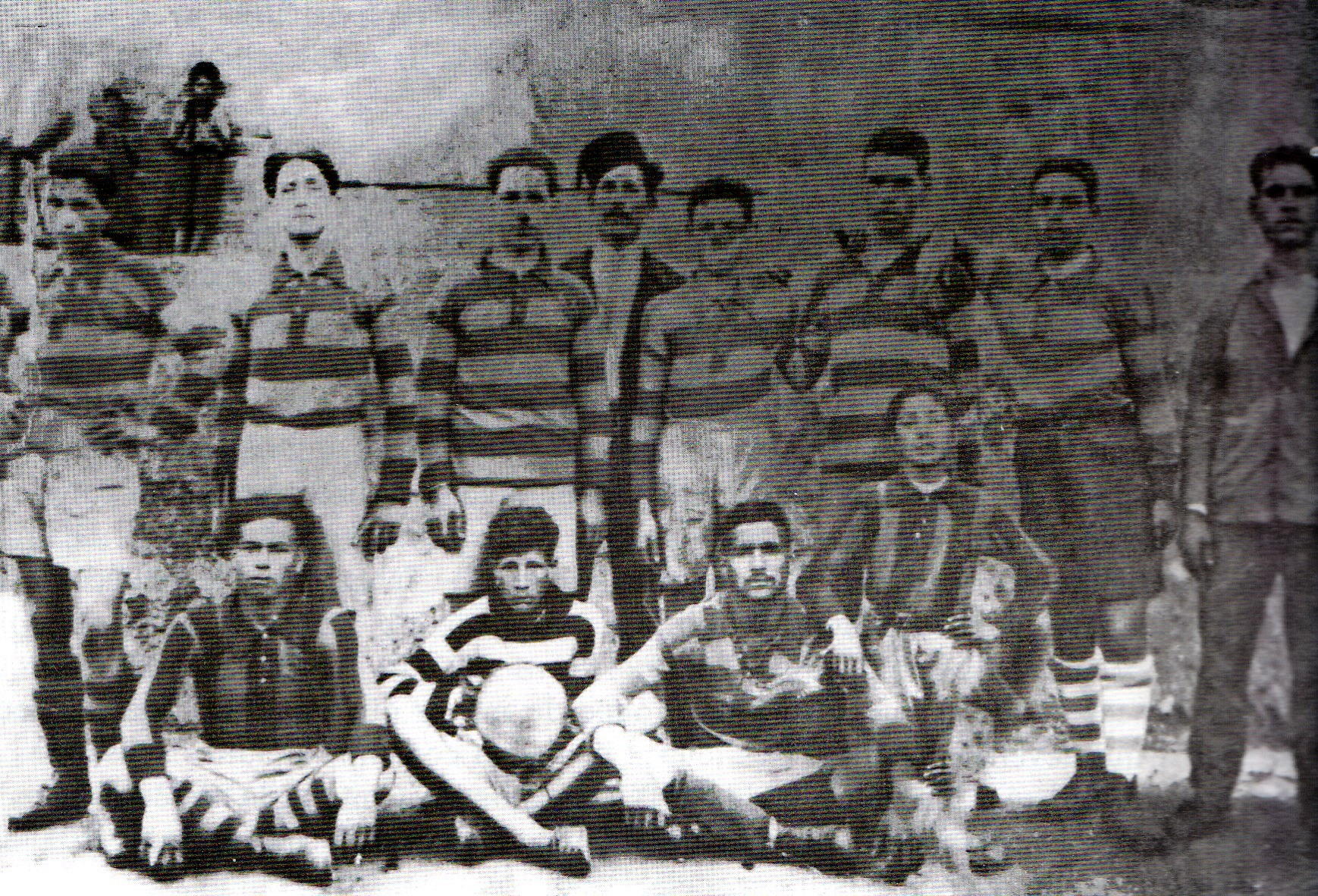
فريق سريع تيزي وزو عام 1929

تأسس نادي شبيبة القبائل في 2 أغسطس 1946، على يد كل من علي بن سلامة، حاج كاميس، حاج ڨومزيان، مجبور موحند رزقي،
بن مجبار أكلي وعلي بوها وتعود صاحب الفكرة في إنشاء النادي إلى المحامي سيدي سعيد حنافي سنة 1928 لخلافة فريق «سريع تيزي وزو (RCTO)» الذي يسيطر علية المستوطنون الفرنسيين في حقبة الاستعمار وكذلك لإنشاء فريق خاص بهم يحمل اسم «القبائل»

### البدايات
لعبت الشبيبة القبائلية أولى مسابقاتها الرسمية في 13 أكتوبر 1946، في القسم الثالث ضمن رابطة الجزائر العاصمة لكرة القدم (LAFA) وبعد 7 سنوات من استقلال الجزائر، تمكن النادي من الوصول إلى  دوري الدرجة الأولى التي كانت تسمى في ذلك الوقت بالرابطة الوطنية الأولى (Nationale Une) سنة 1969 وحصلت على صيغة نصف محترف. منذ ذلك الحين، لم يشهد شبيبة القبائل أي هبوط إلى الدرجة السفلى، ليصبح بذلك النادي الوحيد في الجزائر والقليلة في العالم التي تحقق ذلك، في عام 2010 حصل النادي على صيغة محترف بعد إصلاح البطولة الوطنية بهدف إدخال كرة القدم الجزائرية إلى الإحتراف.

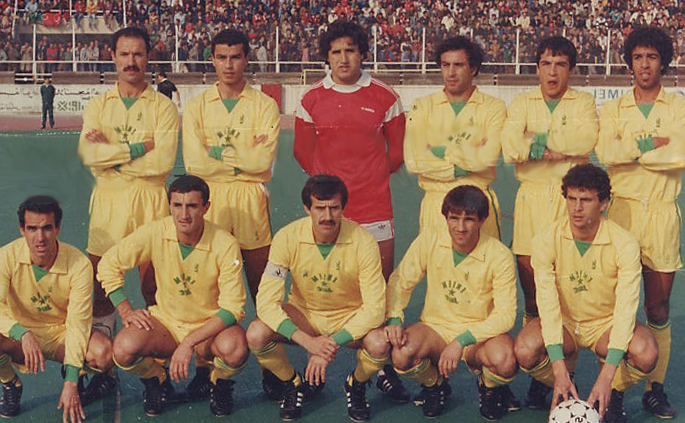
فريق شبيبة القبائل سنة 1986 و الملقب "بالجامبو-جات"

## بطولات و إنجازات الفريق

### على الصعيد الوطني
فاز شبيبة القبائل على الصعيد الوطني بلقبه الأول للدوري الجزائري بعد أربع سنوات فقط من انضمامه، في نهاية موسم 1972-1973. وتنجح في الحفاظ على لقبها في الموسم التالي. وسيتبعها اثنا عشر لقب دوري آخر، مما يجعله النادي الأكثر نجاحًا في البلاد، وآخر لقب حصلت عليه كان في نهاية موسم 2007-2008. فاز شبيبة القبائل أيضا بكأس الجزائر خمس مرات وآخرها كان في نسخة 2010-2011، وفاز بكأس السوبر الجزائري في عام 1992. ويعود فوزه الأول في بكأس الجزائر إلى نسخة 1976-1977 التي فازت بنفس الموسم بالثنائية (البطولة والكأس)، وهي الأولى في تاريخها. وكررها للمرة الثانية في تاريخه في نهاية نسخة 1985-1986 أين حقق أيضًا البطولة والكأس.
وفازت شبيبة القبائل بكأس الرابطة الوطنية الجزائرية سنة 2021 بعد غياب طويل عن ساحة التتويجات.

### على الصعيد الدولي
على الصعيد الدولي، فاز شبيبة القبايل بدوري أبطال أفريقيا مرتين سنة 1981 و1990، وفاز بنسخة 1995 من كأس الكؤوس الأفريقية، كما فاز بثلاث كؤوس الكاف على التوالي، في نسخ 2000 و2001 و2002. أما على مستوى التصنيف والإحصاءات، فشبيبة القبائل يعتبر أنجح الأندية الجزائرية التي قادها رئيسها التاريخي محند شريف حناشي ومن بين الأنجح أفريقيا، كما أن النادي يعتبر الأكثر مشاركة في المنافسات القارية في تاريخ الجزائر ب201 مواجهة، وواحد من القلائل في إفريقيا التي فازت بثلاثة مسابقات مختلفة. هذه الإحصائيات جعلت الكاف (CAF) تصنف النادي من بين أفضل عشرة أندية أفريقية في القرن العشرين، وصنفت أيضا شبيبة القبائل من بين أفضل عشرة أندية أفريقية لجميع الأوقات حسب مواقع (IFFHS، RSSSF وFIFA)، ويعتبر أفضل نادي في تاريخ الجزائر والأنجح على المستوى المحلي ومن بين الأنجح في إفريقيا.

### قائمة الألقاب

#### على المستوى الأفريقي
- دوري أبطال أفريقيا (لقبين):   1981، 1990
- كأس الكؤوس الإفريقية (لقب واحد): 1995
- كأس الاتحاد الإفريقي (3 ألقاب، رقم قياسي): 2000، 2001، 2002

#### على المستوى الوطني
- الدوري الجزائري (14 لقب، رقم قياسي):

1973، 1974، 1977، 1980، 1982، 1983، 1985، 1986، 1989، 1990، 1995، 2004، 2006، 2008

الوصيف: 1978، 1979، 1981، 1988، 1999، 2002، 2005، 2007، 2009، 2014، 2019، 2022، 2025
- كأس الجمهورية (5 ألقاب): 1977، 1986، 1992، 1994، 2011

الوصيف: 1979، 1991، 1999، 2004، 2014، 2018
- كأس السوبر الجزائري (لقب واحد): 1992

الوصيف: 1994، 1995، 2006
- كأس الرابطة الوطنية الجزائرية (لقب واحد): 2021

#### دورات و جوائز
- دورة داكار الثلاثية في السنغال (مرة واحدة): 1985
- دورة كوت ديفوار للأخوة (مرة واحدة): 1982[33]

## منشآت النادي

### الملاعب

#### ملعب أوكيل رمضان

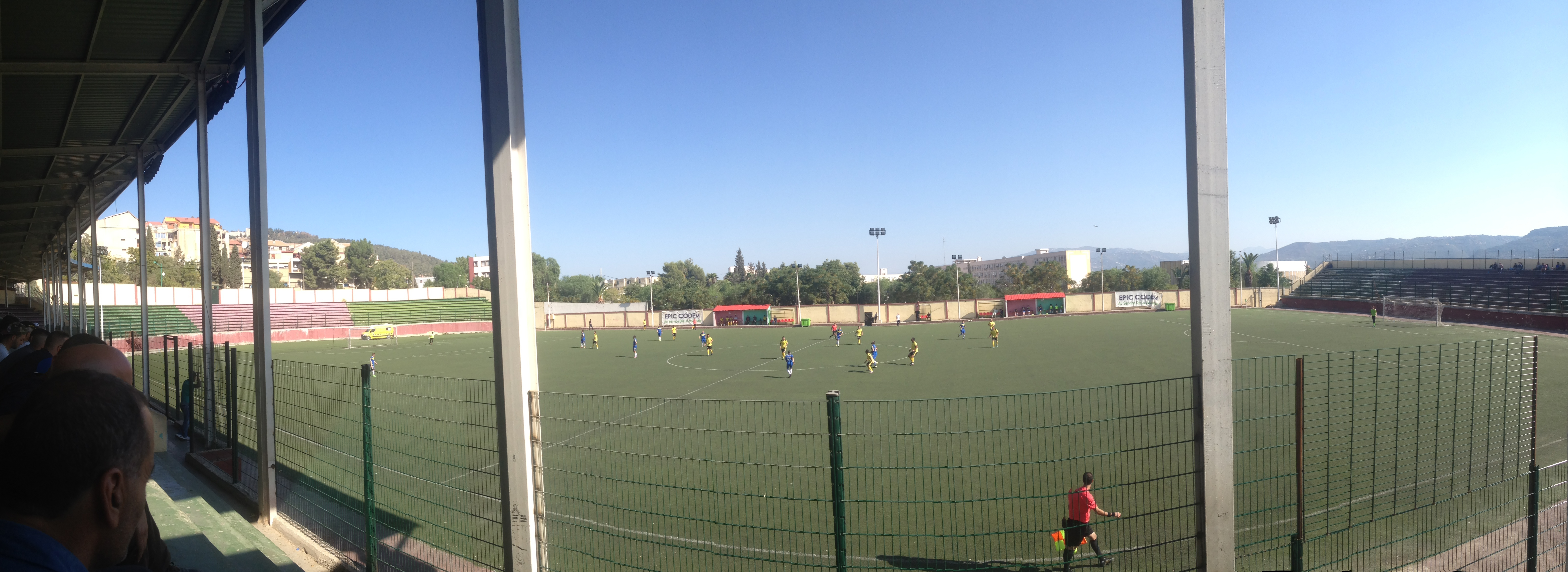
ملعب أوكيل رمضان

ملعب أوكيل رمضان يعتبر أول و أقدم ملعب لشبيبة القبائل حيث توجت فيه بأولى ألقابها المحلية (الدوري الجزائري سنة 1973)، افتتح في 15 ماي 1920 في فترة الاستعمار الفرنسي و يتسع لحوالي 10.000 مشجع. لعب الفريق في هذا الميدان مبارياته إلى غاية سنة 1978 عند افتتاح ملعبها الجديد و الحالي ؛ ملعب أول نوفمبر عام 1978.

#### ملعب أول نوفمبر 1954

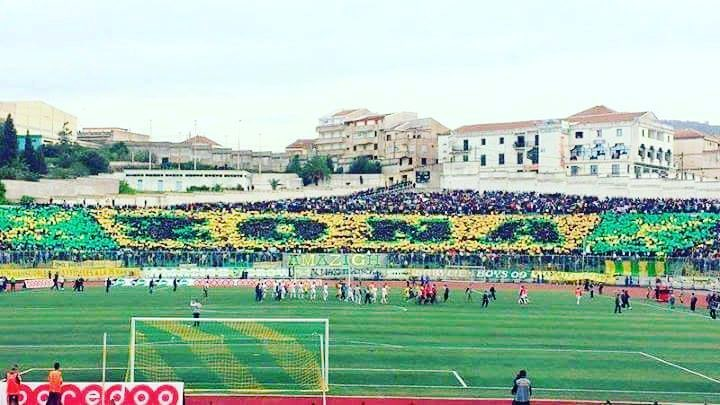
ملعب أول نوفمبر 1954

ملعب أول نوفمبر 1954 هو الملعب الرئيسي و الحالي لشبيبة القبائل، حيث تنشط جميع مبارياتها المحلية و القارية، افتتح سنة 1978 و تم تسميته نسبة لتاريخ إندلاع الثورة الجزائرية في 1 نوفمبر 1954، يملك أرضية اصطناعية بالإضافة إلى مدرجات غير مغطات و بدون كراسي، و يتسع لأكثر من 25.000 مشجع، وقد توجت شبيبة القبائل تقريبا بكل ألقابها في هذا الملعب محليا و قاريا (إلى جانب بعض المباريات و النهائيات في ملعب 5 جويلية 1962 بالجزائر العاصمة).

#### ملعب تيزي وزو الجديد

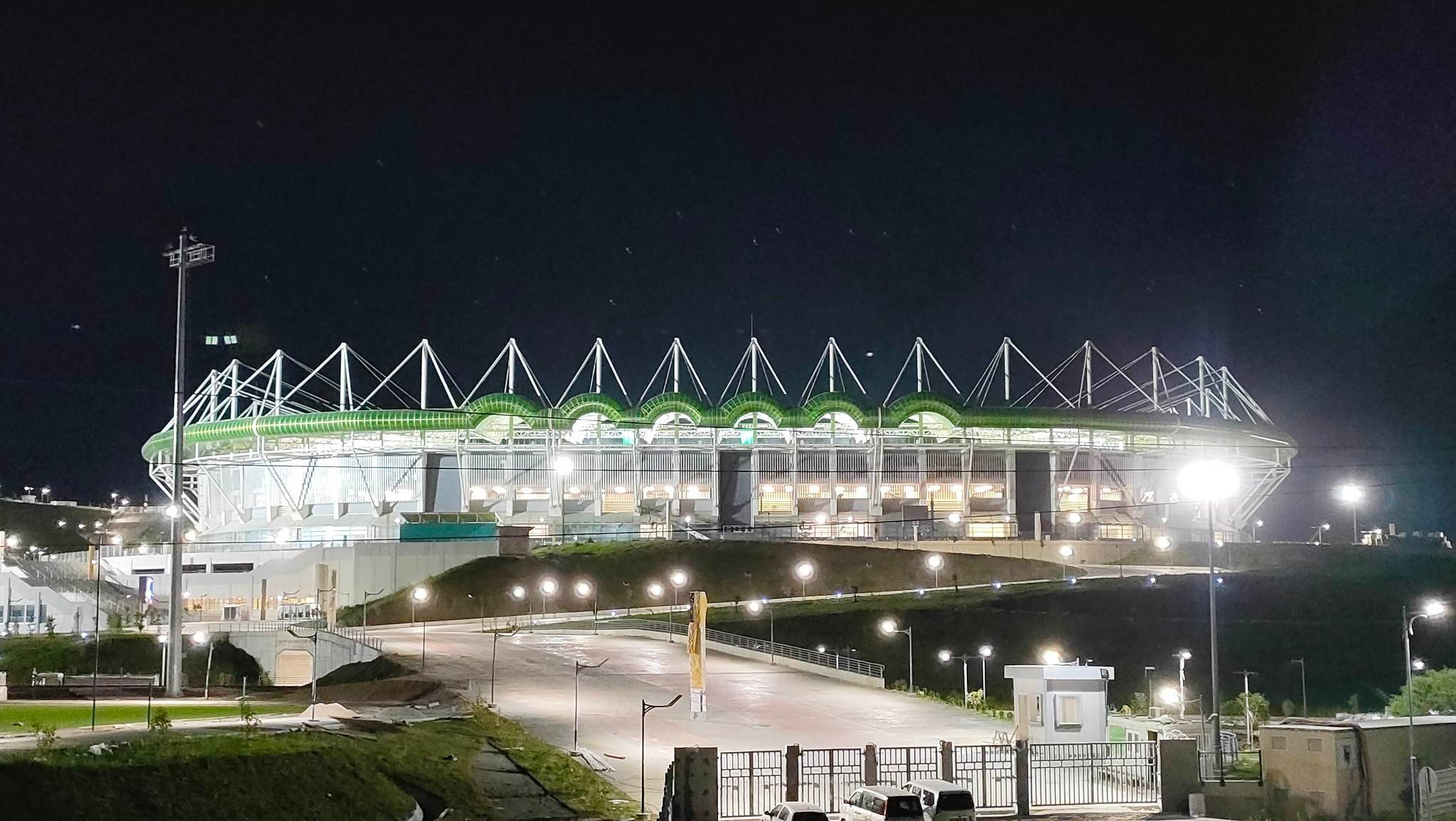
ملعب حسين آيت أحمد

ملعب تيزي وزو الجديد بمدينة تيزي وزو هو ملعب بمعايير دولية في طور الإنجاز، حيث وصلت أشغاله إلى أكثر من 80% قبل تسليمه، يتسع لأكثر من 50.000 مشجع، ما يجعله من بين أكبر الملاعب في الجزائر، ويحتوي المجمع على العديد من المرافق الأخرى بجانب الملعب، منها ملاعب محايدة، محلات، مواقف السيارات... الخ. الملعب عرف تأخرا كبيرا في الإنجاز، حيث افتتحت الأشغال سنة 2011 و عرفت عدة عراقيل و توقف في الأشغال وآخرها سنة 2019 إلى غاية سنة 2021 لأسباب إدارية و اقتصادية.

## هوية النادي

### أسماء النادي عبر الزمن
بعد العديد من الأحداث التي جرت في منطقة القبائل في الثمانينيات (الربيع البربري)، ولأن اسم هذا النادي يتضمن كلمة «قبائل»، فقد اعتبرته بعض الجهات في الجزائر في تلك الفترة على أنه باب لشعلة الأفكار السياسية والثقافية لمنطقة القبائل ورمز الصراع على هويتها، خاصة من طرف الرئيس الجزائري هواري بومدين وهذا ما جعل اسم النادي القبائلي (الشبيبة الرياضية للقبائل) يتغير خلال هذه الفترة إلى عدة أسماء، تتمثل في «جمعية ساري الكوكبي (JSK)» من 1971 إلى 1977 و«شبيبة إلكترونيك تيزي وزو (JET)» من 1977 إلى 1987، كما حمل اسم «الشبيبة الرياضية لتيزي وزو (JSTO)» لفترة قصيرة مدتها سنتان من 1987 إلى 1989. قبل أن تستقر مرة أخرى عند تسمية الشبيبة الرياضية للقبائل (JSK) بداية سنة 1989 إلى غاية أيامنا.

### الشعار والألوان

ألوان الفريق

ألوان شبيبة القبائل حاليا هي الأصفر و الأخضر، هذه الألوان أعطت للنادي إسمين مستعارين : الكناري (Les Canaris) و أصحاب الأصفر و الأخضر (Les jeunes et verts). بدايات الشبيبة كانت بألوان مغايرة، حيث كان بالأخضر و الأحمر نظرا لمساعدة حارس مولودية الجزائر منصور عبطوش الذي ينحدر من منطقة القبائل، وذلك عن طريق تمويل و تزويد الفريق بالعتاد الرياضي كالأقمصة و الأحذية باللونين الأحمر و الأخضر، لتبقى هذه الألوان ألوان شبيبة القبائل إلى غاية سنوات 1980. ساعد المولودية الكناري بشكل كبير، في حين أن الحكومة الاستعمارية في ذلك الوقت لم تصوت للحصول على إعانات لمساعدة هذه الجمعية الرياضية الشابة التي هي شبيبة القبائل، مفضلة بدلاً من ذلك النادي الاستعماري لـ أولمبيك تيزي وزو (OTO).
ارتدى شبيبة القبايل اللونين الأصفر والأخضر لأول مرة في نهائي كأس أفريقيا للأندية البطلة عام 1981، والتي فاز بها على حساب نادي فيتا كلوب. منذ هذا الانتصار، تبنى النادي هذه الألوان رسميا. تفسير اختيار هذه الألوان اشتقاقي، فشبيبة القبائل هو نادٍ لمدينة تيزي وزو، و الذي يعني في اللغة الأمازيغية «طريق الوزال» (Col des genêt). لذلك اعتمد النادي هذين اللونين في إشارة إلى زهرة الوزال ذات اللون الأصفر والساق الشوكي الأخضر.

### حروف التيفيناغ
من خصائص نادي شبيبة القبائل تأكيد ارتباطها بجذورها و لغتها و هويتها الأمازيغية (البربرية). على شعار النادي، نرى رموز خضراء محاط بمستطيل أخضر في منتصف الأشرطة العمودية الصفراء والخضراء. هذه أحرف مكتوبة بأحرف التيفيناغ، من الأبجدية البربرية أو الأمازيغية.
الحرف الأول في تيفيناغ: ⵊ يعادل الحرف J بالحرف اللاتيني.
الحرف الثاني: ⵙ يعادل الحرف S و الحرفⴽ يعادل الحرف K في الأبجدية اللاتينية.
من خلال الجمع بين هذه الأحرف الثلاثة، يمكننا بالتالي قراءة: بالتيفيناغ: ⵊⵙⴽ، ما يعادل JSK في اللاتينية.
في الأمازيغية قام مولود معمري بترجمة Jeunesse Sportive de Kabylie في Timeḍrit Tanaddalt n Leqbayel أو Ilmẓiyen inaddalen n leqbayel.

### رمز الأمازيغ
بجانب تاريخ التأسيس وكتابة شبيبة القبايل بحروف التيفيناغ، فإن الشعار يتضمن الرمز الأمازيغي بالتفيناغ: ⵣ. في الواقع، هو حرف «ياز» من الأبجدية البربرية  بأحرف التيفيناغ، وهو ما يعادل الحرف Z في الأبجدية اللاتينية، وهذا الحرف له أهمية كبيرة بالنسبة للأمازيغ، فهو يمثل الرجل الحر «الأمازيغي»، ولأن البربر يسمون أنفسهم الأمازيغ، أي «الرجال الأحرار». من خلال عرض هذا الرمز علنًا على شارته، يظهر شبيبة القبايل بوضوح إنتمائه لهذا الشعب، لأن مدينة النادي تيزي وزو تعتبر جزء من منطقة القبائل، والقبائل هم من الأمازيغ.

### النجوم
العديد من أندية كرة القدم حول العالم لديها نجوم على قمصانها، وشبيبة القبائل ليست استثناء لهذه القاعدة. تتميز قمصان شبيبة القبائل بسبعة نجوم. تمثل كل نجمة أحد تتويجاتها في المسابقات الأفريقية. أول نجمتين ترمزان إلى تتويجه بدوري أبطال أفريقيا (C1)، عامي 1981 و 1990 ؛ والثالثة يمثل فوزه في كأس الكؤوس الأفريقية (C2) عام 1995 ؛ والنجوم الأخيرة، تمثل الثلاث مرات المتتالية في التتويج في كأس الكاف (C3) في أعوام 2000 و 2001 و 2002، وأخيراً عشر بطولات محلية.

## الشعار اللفظي و النشيد
شبيبة القبائل تحمل شعار يردده جميع مشجعين و كيان النادي و هو "Assa azekka JSK tella tella" و يعني «اليوم... غدا... شبيبة القبائل ستكون دائما»، وكذلك الشعار "Anwa wigi ? D'imaziɣen" ويعني «من هؤلاء؟ إنهم الأمازيغ»، وهذا الشعار الأخير يردده الأمازيغ في مختلف الأحداث و المناسبات منها الرياضية و السياسية خاصة.
على اليمين النشيد باللغة الأمازيغية (القبائلية) ثم الترجمة إلى العربية على اليسار.
| بالأمازيغية (القبائلية) | بالعربية |
| Si zik nukni d-izmawen Lasel-nneɣ d-imaziɣen Ǧerǧer yesεa arraw-is Leqvayel yak d-atmaten Nehmel JSK iweraɣen Ad n-ruh nukni anda laεven Rebbi Ad yerhem iregazen Widak fella-s yemmuten Anareẓ wala neknu... | منذ القدم نحن أسود أصلنا أمازيغ جرجر تملك أولادها جميع القبائل إخوة نحب شبيبة القبائل الصفراء سنذهب إلى أي مكان تلعب فيه فليرحم الله الرجال الذين ماتوا من أجلها ننكسر ولا ننحني... ننكسر ولا ننحني... |

توضيح : جرجر = جبال جرجرة

## الأطقم
| RCTO 1929-32 |

| 1946-1948 |

| 1948-1953 |

| 1953-1955 |

| 1955-1956 |

| 1962-1963 |

| 1963-1964 |

| 1964-1966 |

| 1966-1968 |

| 1968-1972 |

| 1972-1974 |

| 1974-1975 |

| 1975-1977 |

| 1977-1978 |

| 1978-1979 |

| 1979-1982 |

| 1982-1984 |

| 1984-1986 |

| 1986-1988 |

| 1988-1992 |

| 1992-1994 |

| 1994-2000 |

| 2000-2004 |

| 2004-2009 |

| 2009-2010 |

| 2010-2014 |

| 2014-2019 |

| 2019-2020 |